# Fabián Alejandro Campagne
Fabián Alejandro Campagne (Buenos Aires, 9 de agosto de 1967) es un historiador y docente argentino. Es doctor en historia por la Universidad de Buenos Aires, institución en la que además ejerce como catedrático de Historia Moderna desde 2005. Ha dedicado la mayor parte de su trabajo de investigación a la historia cultural. En especial, se ha centrado en el discurso demonológico desde el final de la Edad Media hasta los primeros siglos de la Edad Moderna. Ha sido definido como un "activo representante", desde Argentina, de una joven escuela de estudios sobre demonología temprano-moderna.

## Investigación
Su trabajo más extenso es su tesis doctoral Homo Catholicus, Homo Superstitiosus. El discurso antisupersticioso en la España de los siglos XV a XVIII (Madrid, 2002). En esta obra, Campagne desarrolla en extenso el tipo de "hombre ideal" creado por el discurso anti-supersticioso español en la Edad Moderna. Esta imagen del hombre social y religiosamente idílico (Homo Catholicus) se opone al hombre soberbio, hereje y supersticioso (Homo Superstitiosus) que lleva una vida al margen de las doctrinas católicas o no rinde culto a Dios de manera correcta. Con relación a los tópicos centrales de esta investigación, que guiarán también parte de su trabajo posterior, Campagne ha declarado que:

[A]l menos desde que existen registros escritos, la cultura humana ha funcionado, en gran medida, a través de la denostación de la otredad y la diferencia. Como si a cada cultura humana específica, regional o local, le resultara imposible amar lo que se es sin odiar de manera simultánea lo que no se es. De todos modos, volviendo a su pregunta, lo que en la baja Edad Media detectamos, en concreto de principios del siglo XI en adelante, es la emergencia de una suerte de meta-narrativa basada en la idea de que la cristiandad se encuentra bajo asedio, amenazada por constantes enemigos externos complotados para destruirla (recomiendo al respecto la lectura de un hermoso libro que tiene ya muchos años, El miedo en Occidente, del historiador francés Jean Delumeau). En ocasiones, estos conspiradores agazapados pudieron ser los herejes, los judíos, los leprosos (me vienen a la mente los capítulos iniciales de Historia Nocturna, de Carlo Ginzburg), las brujas, los gitanos, y así podríamos seguir hasta los mismísimos comienzos del siglo XXI, como lo demuestra cierta percepción colectiva que existe respecto del extremismo islámico infiltrado, cual quinta columna, en los grandes centros urbanos americanos y europeos. El problema con estos relatos míticos es que tienden a convertirse ellos mismos en protagonistas de la historia. A partir de muchos elementos verdaderos y constatables se construyen edificios que terminan apartándose por completo de la realidad, pero que sin embargo contribuyen a crear psicosis colectivas que después resulta imposible controlar. Es lo que señala el historiador norteamericano David Niremberg, polemizando entre otros con Ginzburg. La cultura humana es una suerte de máquina de clasificar, y estos macro-relatos no hacen más que alimentar la pulsión por crear sub-identidades hasta el infinito. Así se explica la paradoja de que en un mundo cada vez más globalizado, también aumente el número de comunidades imaginarias, en el sentido que Benedict Anderson le otorga a la expresión, que buscan independizarse: catalanes, escoceses, etcétera.

Su segundo libro, Feudalismo tardío y revolución (Buenos Aires, 2005), tiene como objeto de estudio el campesinado y las transformaciones agrarias en Francia e Inglaterra entre los siglos XVI y XVIII. Focalizado en el tópico clásico de la historia social de la transición del feudalismo al capitalismo, y orientado a  estudiantes universitarios y al público en general, este libro ha logrado en los últimos años un cierto éxito editorial, transformándose en un texto utilizado para la enseñanza de la historia moderna en las varias universidades argentinas.
Su tercer libro es Strix Hispanica (Buenos Aires, 2009), en el que el autor se aboca a un exhaustivo análisis de las complejas interrelaciones entre la demonología erudita y la cultura vernácula en un ámbito espacio-temporal específico: la España de los siglos XV a XVIII. En este sentido, Campagne demuestra los caracteres peculiares que asumió el complejo mítico de la bruja en el contexto hispánico, puesto que, según el autor, la bruja ibérica estuvo esencialmente determinada por la comisión de infanticidios antes que por cualquier otra característica comúnmente asociada a la brujería. Además, en este texto el historiador argentino dialoga (y polemiza) con importantes estudiosos de la brujería, como Montague Summers, Jules Michelet, Margaret Murray y Carlo Ginzburg.
A principios de 2014 la editorial Biblos de Buenos Aires publicó una compilación de artículos sobre historia cultural de la Europa Moderna bajo su supervisión y dirección. En esta misma colección Campagne incluyó un artículo propio sobre el problema de la reinvención del discernimiento de espíritus en el contexto del Gran Cisma de Occidente.
Su cuarto libro como único autor apareció en el verano de 2016. Se trata de Profetas en ninguna tierra. Una historia del discernimiento de espíritus en Occidente, un ensayo dedicado al estudio del principal dispositivo teológico diseñado por la autoridad eclesiástica para distinguir entre las verdaderas y las falsas manifestaciones del orden sobrenatural, y al análisis de la perenne tensión entre institución y carisma en la larga historia del cristianismo.
Además de su producción bibliográfica, Campagne ha publicado artículos de su especialidad en revistas científicas y libros editados en distintos países europeos y americanos.
Con respecto a la relación entre el período histórico de su especialidad (la Edad Moderna) y el presente, el historiador argentino ha señalado que:
{{cita|Existe más relación de lo que se supone entre la historia europea de los siglos XV a XVIII y la actualidad. Como yo suelo decirles a mis alumnos en la Facultad, la denominada Edad Moderna puede caracterizarse como el verdadero útero del cual nace, para bien o para mal, el mundo en el que vivimos. Muchos de los trazos característicos de la moderna sociedad industrial comienzan a gestarse con anterioridad a 1800. Por ejemplo, la tan mentada globalización no comienza con la caída del muro de Berlín, el agravamiento del conflicto entre Occidente y parte del mundo islámico, la revolución informática o fenómenos semejantes. Se inicia con la inédita dilatación de los horizontes geográficos provocada por la expansión ultramarina que arranca a mediados del siglo XV (incluso antes de Colón, como todos sabemos). Por algo los historiadores especializados emplean cada vez con mayor frecuencia expresiones como globalización arcaica o primera globalización para referirse al largo siglo XVI (nombre con el que calificamos al período que se extiende entre 1470 y 1620). Lo mismo cabe decir respecto de otros fenómenos. La consolidación del estado-nación del siglo XIX en adelante, no podría comprenderse sin el proceso de formación del estado moderno que, con contradicciones y muchas inconsistencias, ya no tuvo marcha atrás del 1500 en adelante. Ni que hablar del impacto que la Reforma protestante tuvo para los avances del proceso de secularización en Occidente, o para lo que (Max) Weber llamaba el proceso de desencantamiento del mundo. En ese sentido, la Ilustración del siglo XVIII no explica necesariamente todos los giros que la civilización occidental experimentó en los últimos 250 años. Si los iluministas han sido enanos sobre hombros de gigantes, no hay duda de que muchos de estos últimos vivieron y pensaron durante el Renacimiento. Es una gran paradoja que personajes como Lutero o Calvino hayan abierto las puertas para la profundización de la brecha entre las esferas secular y sagrada, pero así ha sido.

## Libros
Bodin y Maldonado. La demonología como fenómeno de masas en la Francia de las Guerras de Religión, Buenos Aires, Biblos, 2018, 538 pp [ISBN 978-987-691-677-6].
Profetas en ninguna tierra. Una historia del discernimiento de espíritus en Occidente, Buenos Aires, Prometeo, 2016, 395 pp. [ISBN 978-987-574-716-6].
Poder y religión en el mundo moderno. La cultura como escenario del conflicto en la Europa de los siglos XV a XVIII, ed. Fabián Alejandro Campagne, Buenos Aires, Biblos, 2014, 510 pp. [ISBN 978-987-691-254-9].
Strix hispánica. Demonología cristiana y cultura folklórica en la España moderna, Buenos Aires, Prometeo, 2009, 392 pp. [ISBN 978-987-574-366-3].
Feudalismo tardío y revolución. Campesinado y transformaciones agrarias en Francia e Inglaterra (Siglos XVI-XVIII), Buenos Aires, Prometeo, 2005, 272 pp. [ISBN 987-574-014-4].
Homo Catholicus, Homo Superstitiosus. El discurso antisupersticioso en la España de los siglos XV a XVIII, Madrid, Miño y Dávila, 2002, 688 pp. [ISBN 84-95294-30-3].
Fray Martín de Castañega, Tratado de las Supersticiones y Hechizerias, Colección de libros raros, curiosos y olvidados, Buenos Aires, Facultad de Filosofía y Letras/Universidad de Buenos Aires, 1997, 210 pp. Edición moderna con estudio preliminar y notas.

## Artículos en revistas y publicaciones especializadas
“A holland politikai modell a Río de la Plata-I forradalomban”, Világtörténet (World History), 7:3 (2017), Magyar Tudományos Akadémia (Hungarian Academy of Sciences) (Budapest), 2017, pp. 429-441. En colaboración con José Emilio Burucúa [ISSN 0083-6265].
“Ignacio de Loyola y Teresa de Ávila, inspectores de espíritus: institución y carisma en los albores de la era confesional”, Via Spiritus. Revista de história da Espiritualidade e do Sentimento Religioso, 21, Universidade do Porto (Portugal), 2014, pp. 83-143 [ISSN 0873-1233].
“Crisis y reinvención del discernimiento de espíritus en la era confesional: análisis comparado de los modelos de Jerónimo Planes, Juan de la Cruz y Prospero Lambertini”, Revista de História Comparada, 8:2, Universidade Federal do Rio de Janeiro, 2014, pp. 60-107 [ISSN 1981-383X].
“Profecías escandinavas, visiones toscanas: usos curiosos del discernimiento de espíritus en la praxis místico-visionaria de Brígida de Suecia y Catalina de Siena”, Medievalia, 45, Instituto de Investigaciones Filológicas, Universidad Nacional Autónoma de México, 2014. En prensa [Publicaciones UNAM: ISSN: 0188-6657].
“«Va-t’en, Saint Pierre d’enfer»: el discernimiento de espíritus en las visiones de la beata Ermine de Reims (1395-1396)”, Archives d’histoire doctrinale et littéraire du Moyen Âge, 80, Centre national de la recherche scientifique (París), 2013, pp. 85-121. [Éditions Vrin: ISSN 0373-5478].
“Demonology at a Crossroads: the Visions of Ermine de Reims and the Image of the Devil on the Eve of the Great European Witch-Hunt”, Church History, 80:3, Florida State University, 2011, pp. 467-497. [Cambridge University Press: ISSN0009-6407].
“Purificar, fundar, sacrificar: una reflexión sobre los usos de la violencia y los dispositivos de legitimación en las masacres pre-modernes”, en Eadem utraque Europa. Revista de historia cultural e intelectual, 6:10/11, Universidad Nacional de San Martín, 2010, pp. 207-217 [ISSN 1885-7221].
“Witch or Demon? Fairies, Vampires and Nightmares in Early Modern Spain”, Acta Ethnographica Hungarica. An International Journal of Ethnography, 53:2, Hungarian Academy of Sciences, Budapest, 2008, pp. 381-410.[Akadémiai Kiadó: ISSN 1216-9803].
“Charismatic Healing on Iberian Soil. An Autopsy of a Mythical Complex in Early Modern Spain”, Folklore, 118:1, The Folklore Society, The Warburg Institute, University of London, 2007, pp. 44-64.[Taylor & Francis: ISSN 0015-587X].
“El sanador, el párroco y el inquisidor: los saludadores y las fronteras de lo sobrenatural en la España del Barroco”, Stvdia Historica. Historia Moderna, 29, Universidad de Salamanca, 2007, pp. 307-341.   [Ediciones Universidad de Salamanca: ISSN 0213-2079].
“Witches, Idolaters and Franciscans: An American Translation of European Radical Demonology (Logroño, 1529 - Hueytlalpan, 1553)”, History of Religions, 44: 1, The University of Chicago, 2004, pp. 1-35. [The University of Chicago Press: ISSN 0018-2710].
“Witchcraft and the Sense of the Impossible in Early Modern Spain. Some reflections based on the Literature of Superstition (c.1500-1800)”, Harvard Theological Review, 96: 1, The Divinity School in Harvard University, Cambridge (Mass.), 2003, pp.25-62. [Cambridge University Press: ISSN 0017-8160].
“El otro-entre-nosotros. Funcionalidad de la noción de superstitio en el modelo hegemónico cristiano (España, siglos XVI y XVII), Bulletin Hispanique, 102, 1, Institut d´Études ibériques et ibéro-américaines, Université de Bordeaux III, janvier-juin 2000, pp.37-63. [ISSN 0007-4640].
“El modelo cristiano de superstición en la España moderna”, Anthologica Annua, 48-49, Instituto Español de Historia Eclesiástica, Roma, 2001, pp. 129-186. [ISSN 0074-0160].
“Medicina y religión en el discurso antisupersticioso español de los siglos XVI a XVIII: un combate por la hegemonía”, Dynamis. Acta Hispanica ad Medicinae Scientiarumque Historiam Illustrandam, 20, Universidad de Granada, España, 2000, pp.417-456. [Editorial Universidad de Granada: ISSN 0211-9536].
“´Porque no les acaesca condepnar los inocentes e absolbver los reos´. La superstición como construcción ideológica en la España de los siglos XV al XVIII”, Cuadernos de Historia de España, LXXV, Instituto de Historia de España “Dr.Claudio Sánchez Albornoz”, Facultad de Filosofía y Letras, Universidad de Buenos Aires, 1998-1999, pp.243-272. [ISSN 0325-1195].
“Las búsquedas de la historia. Reflexiones sobre las aproximaciones macro y micro en la historiografía reciente”, Entrepasados. Revista de Historia, año VI, 13, Buenos Aires, fines de 1997, pp.79-100. [ISBN 0327 649X].
“El Tractado de la divinanza de Lope de Barrientos y el surgimiento del estereotipo demonizado de la bruja en la España tardo-medieval”, Mora. Revista del Instituto Interdisciplinario de Estudios de Género, 5, Facultad de Filosofía y Letras, Universidad de Buenos Aires, octubre de 1999, pp. 53-74. [ISSN 0328-8773].

## Capítulos de libros
“Discerning Spirits”, in Kathryn A. Edwards (ed.), The Brill Companion to the Devil and Demons in Late Medieval and Early Modern Europe, Leiden, Brill (forthcoming)
“A Spanish demonologist during the French Wars of Religion: Juan de Maldonado’s Traicté des anges et démons”, in Jan Machielsen (ed.), The Science of Demons: Early Modern Authors Facing the Devil, London, Routledge (forthcoming).
“The most moderate of radical demonologists? The amphibian nature of Bodin's Démonomanie des sorciers”, en Frederick De Armas y Jorge Abril Sánchez (eds), Demonolatry, Demonology, Satanism and Witchcraft in the Times and Works of Miguel de Cervantes (1547-1617), Toronto, Toronto University Press (forthcoming).
“Charisma proscriptum. La clericalización del discernimiento de espíritus en la Europa del Gran Cisma de Occidente”, en Fabián Alejandro Campagne (ed.), Poder y religión en el mundo moderno. La cultura como escenario del conflicto en la Europa de los siglos XV a XVIII, Buenos Aires, Biblos, 2014, pp. 19-74 [ISBN 978-987-691-254-9].
“´Ay cierto genero de mugeres las quales chupan la sangre de los niños´. Vampirismo y estereotipo de la bruja en la España de los siglos XV y XVI”, en José Emilio Burucúa (h) y Fernanda Gil Lozano (eds.), Zilele Dracului. Las diversas caras del vampiro, Buenos Aires, Eudeba, 2002, pp. 31-43. [ISBN 950-23-0862-X].
“´Quantum praesumptione animorum`. El hombre rebelde en el discurso antisupersticioso español (siglos XV a XVIII)”, en José Emilio Burucúa, Corderos y Elefantes. La sacralidad y la risa en la modernidad clásica –siglos XV a XVII-, Madrid y Buenos Aires, Miño y Dávila editores-Universidad de Buenos Aires, 2001, pp. 545-554. [ISBN 84-95294-27-3].
“Entre el milagro y el pacto diabólico: saludadores y reyes taumaturgos en la España moderna”, en María Estela González de Fauve (ed.), Ciencia, poder e ideología. El saber y el hacer en la evolución de la medicina española (siglos XIV-XVIII), Buenos Aires, Instituto de Historia de España, Facultad de Filosofía y Letras, Universidad de Buenos Aires, 2001, pp. 247-290. [ISBN 987-98574-0-2].
“Introducción”, en Fabián Alejandro Campagne y Andrea Bau (eds.), Texto y Concordancias del Tratado del parto humano del doctor Francisco Nuñez, 16th Century Spanish Medical Texts Series N°12, The Hispanic Seminary of Medieval Studies, University of Wisconsin, Madison, 1997, pp. 2-19. [ISBN 1-56954-068-3].
“Mundo mágico y práctica científica en la obra de un médico humanista”, en Fabián Campagne (ed.), Texto y Concordancias del Tratado de la peste de Marsilio Ficino, 16th century Spanish Medical Texts Series No.6, The Hispanic Seminary of Medieval Studies, University of Wisconsin, Madison, 1996, pp. 2-17.  [ISBN 1-56954-051-9].
“Cultura popular y saber médico en la España de los Austrias”, en María Estela González de Fauve (ed.), Medicina y sociedad: Curar y sanar en la España de los siglos XIII a XVI, Buenos Aires, Instituto de Historia de España, Facultad de Filosofía y Letras, Universidad de Buenos Aires, 1996, pp. 195-240. [ISBN 950-786-113-0].
“The Dutch Political Model in the Revolution of the Rio de la Plata”, en R.Hoefte-J.C.Kardux (eds.), Connecting Cultures. The Netherlands in Five Centuries of Transatlantic Exchange, Ámsterdam, Vu University Press, 1994, pp. 239-247. En colaboración con José Emilio Burucúa. [ISBN 90-5383-344-7].
“Mitos y simbología de la Nación. Los países del Cono Sur”, en Antonio Annino, Luis Castro Leiva y Francois-Xavier Guerra (dirs.), De los Imperios a las Naciones, Iberoamérica, Zaragoza, Iber-Caja, 1994, pp. 349-381. En colaboración con José Emilio Burucúa. [ISBN 84-88793-11-1].